# 신태인공용버스터미널
신태인공용버스터미널은 전북특별자치도 정읍시 신태인읍 서태길 29 (신태인리)에 위치한 종합버스터미널이다.

## 운행 노선

### 시외버스
전 노선 대한고속에서 운행한다.
| 방면        | 행선지           |
| ----------- | ---------------- |
| 호남권 방면 | 광주, 부안, 전주 |

## 같이 보기
- 대한고속